# Slag bij Kapain
De Slag bij Kapain was de beslissende veldslag tussen de Voortrekkers en de Matabele tijdens de Grote Trek van 4 november tot 12 november 1837.

## De slag
Na de slagen bij Vegkop en Mosega wilden Andries Hendrik Potgieter en Piet Uys definitief afrekenen met de Matabelekoning Mzilikazi. De eerste aanval vond plaats op 4 november 1837 bij Mzilikazi's hoofdstad Kapain. Negen dagen lang provoceerden de Voortrekkers de vluchtende Matabele. Als de Matabele hun buffelhoornformatie inzetten schoten de bereden Voortrekkers op de formerende flanken waarna de aanval weer uit elkaar viel. Uiteindelijk bezweek Mzilikazi's leger onder deze tactiek op 12 november.

## Nasleep
Mzilikazi's heerschappij over de Transvaal was ten einde. De Voortrekkers veroverden zijn vee (dat ze deels schonken aan de behulpzame Barolong) en brandden zijn kraals plat. Mzilikazi vluchtte met zijn volgelingen over de Limpopo, waar hij het koninkrijk Mthwakazi stichtte, dat nog langer dan een halve eeuw bleef bestaan. Potgieter annexeerde het voormalige territorium van Mzilikazi, bestaande uit een groot deel van het tegenwoordige Botswana, driekwart van de Transvaal en de noordelijke helft van Transoranje.